# اس‌اس تروپیک (۱۸۷۱)
اس‌اس تروپیک (۱۸۷۱) (به انگلیسی: SS Tropic (1871)) یک کشتی است. این کشتی در سال ۱۸۷۱ ساخته شد.